# Jayella
Jayella is een geslacht van weekdieren uit de klasse van de Gastropoda (slakken).

## Soorten
- Jayella compressa Iredale & Laseron, 1957
- Jayella serrata Iredale & Laseron, 1957